# Charles Cotesworth Pinckney

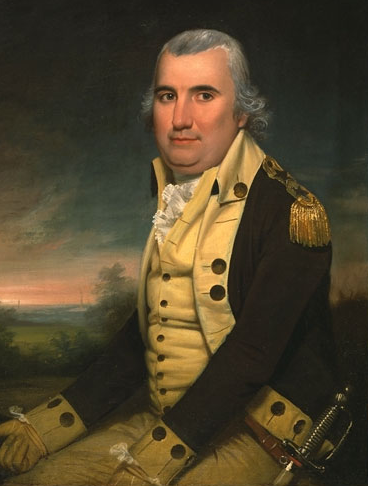
Charles Cotesworth Pinckney

Charles Cotesworth Pinckney (Charleston (South Carolina), 5 februari 1746 – aldaar, 16 augustus 1825) was een Amerikaans politicus. Hij was een afgevaardigde bij het Continental Congress en viermaal kandidaat voor het Amerikaanse presidentschap.

## Levensloop
Pinckney werd geboren in een aristocratische plantersfamilie. Hij was de oudere broer van Thomas Pinckney die later gouverneur van South Carolina werd en lid van het Huis van Afgevaardigden. Op zijn zevende verhuisde het gezin naar Londen, omdat zijn vader de zaken van de Britse kolonie South Carolina daar ging behartigen. Zijn broer en hij bleven in Engeland toen de rest van de familie in 1758 terugkeerde naar Amerika. Beide broers studeerden aan de Universiteit van Oxford. Pinckney studeerde aan Christ Church en behaalde in graad in natuurwetenschap en rechten. Vervolgens werd hij toegelaten tot het beroep van advocaat. Hij besloot echter zijn studie te vervolgen in Frankrijk, waar hij scheikunde en botanie studeerde.
In 1773 trad Pinckney in het huwelijk met Sarah Middleton. Haar vader Henry Middleton was de tweede president van het Continental Congress. Haar broer Arthur Middleton ondertekende ook de Onafhankelijkheidsverklaring. Sarah Middleton overleed in 1784. Twee jaar later hertrouwde hij met Mary Stead. In totaal kreeg Pinckney drie dochters.
Na zijn terugkeer in Amerika vanuit Europa in 1770 werd Pinckney gekozen in het koloniale bestuur. In 1773 kreeg hij een benoeming tot openbaar aanklager. In het oplopende conflict dat uiteindelijk zou uitmonden in het uitroepen van de onafhankelijkheid koos Pinckney de zijde van de patriotten. In 1775 was hij lid van het congres van South Carolina. In die functie hielp hij met de bestuurlijke omvorming na het uitroepen van de onafhankelijkheid. Toen de oorlog daadwerkelijk uitbrak meldde Pinckey zich aan als vrijwilliger in het leger. Hij diende in het Continentale Leger onder generaal George Washington in de rang van kapitein. In die functie gaf hij leiding aan een regiment. De kapitein vocht voor de succesvolle verdediging van Charleston mee in de Slag om Sullivans' eiland. Later vocht zijn regiment mee in de Slag bij Brandywine en de Slag bij Germantown. In diezelfde tijd ontmoette Pinckey mannen als Alexander Hamilton en James McHenry met wie hij later nauw zou samenwerken. Ook werd hij benoemd tot kolonel. Die rang behield hij tot het einde van de oorlog.
Als kolonel trok hij met zijn regiment in 1778 richting het zuiden in een poging om Brits Oost-Florida te veroveren. Zij verloren van de Britten in de Slag bij de Alligatorbrug. Later dat jaar verlegden de Britten hun tactiek en gingen zich meer op de zuidelijke staten richten. Pinckney nam in 1780 deel aan de verdediging van Charleston, maar het Amerikaanse leger verloor. Vijfduizend soldaten gaven zich over en Pinckney kwam in krijgsgevangenschap. In 1782 werd hij vrijgelaten.
Na zijn terugkeer uit gevangenschap nam Pinckney weer zitting in de Wetgevende Vergadering van South Carolina. Namens die staat werd hij in 17877 afgevaardigd naar de Constitutional Convention. Daarin was hij voorstander van een sterke centrale overheid en was een tegenstander van de afschaffing van de slavernij. Ook wilde de voormalige legerofficier dat slaven volledig zouden meetellen bij het vaststellen van het aantal vertegenwoordigers per staat in het Huis van Afgevaardigden. South Carolina had veel slaven. Verder wilde Pinckney dat senatoren geen salaris zouden ontvangen. Hij wilde alleen mannen met een zeker welvaartsniveau in de Senaat. Als laatste speelde hij een belangrijke rol in het twee compromissen waardoor de Atlantische slavenhandel werd afgeschaft en de Senaat buitenlandse verdragen moest ratificeren. Daarna speelde Pinckney ook een belangrijke rol in de ratificatie van de grondwet door South Carolina en bij het opstellen van de eigen grondwet van die staat.
Bij de presidentsverkiezingen in 1800 was Pinckney voor de Federalistische Partij kandidaat voor het vicepresidentschap. Hij was de running mate van de zittende president John Adams, maar het koppel verloor van Democratisch-Republikeinen Thomas Jefferson en Aaron Burr. In 1804 was hij de presidentskandidaat voor de Federalistische Partij, maar verloor met groot verschil van Jefferson. Die was op dat moment erg populair vanwege de Louisiana Purchase. Vier jaar later was Pinckney opnieuw kandidaat, ditmaal tegen James Madison. Ook deze verkiezingen verloor Pinckney. Daarna trok hij zich terug uit de politiek.
Baldwin · Bassett · Bedford · Blair · Blount · Brearley · Broom · Butler · Carroll · Clymer · Daniel · Dayton · Dickinson · Few · Fitzsimons · Franklin · Gilman · Gorham · Hamilton · Ingersoll · Johnson · King · Langdon · Livingston · Madison · McHenry · Mifflin · G. Morris · R. Morris · Paterson · C. C. Pinckney · Pinckney · Read · Rutledge · Sherman · Spaight · Washington · Williamson · Wilson
- Gemeinsame Normdatei: 140113983
- International Standard Name Identifier: 0000 0000 7330 5201
- Library of Congress Control Number: n85305694
- National Archives and Records Administration: 10569741
- Nationale Bibliotheek van Israël: 987007319609605171
- Nederlandse Thesaurus van Auteursnamen: 239284097
- SNAC: w62p5rp9
- Virtual International Authority File: 53144520
- WorldCat: E39PBJj4tVgdFCggTkgTXfqxXd